# Victoriano Sánchez Barcáiztegui
Victoriano Sánchez Barcáiztegui (Ferrol, La Coruña, 23 de abril de 1826 - fallecido en combate naval frente a Motrico, Guipúzcoa, 26 de mayo de 1875) fue un militar y marino español.
Inició su carrera militar a los trece años de edad, cuando sentó plaza de guardiamarina.

## Campaña del Pacífico
Estuvo al mando de la fragata Almansa de la escuadra de Casto Méndez Núñez en la campaña del Pacífico, recibiendo en su casco ciento sesenta proyectiles de las baterías del Callao y cuando tras recibir el impacto de una granada en torno a las tres de la tarde que incendió el antepañol de pólvora,  mientras intentaban sofocar un incendio dijo la frase que haría inmortalizar su nombre a los que le aconsejaban inundar el pañol: «Hoy no es día de mojar la pólvora», con lo que demostró claramente su deseo de seguir combatiendo.
Por los méritos alcanzados en el combate de El Callao fue ascendido a capitán de navío de primera clase en 1868. Posteriormente fue el primer director de la Escuela Naval de Ferrol, habilitada en la antigua fragata Princesa de Asturias y comandante general del Arsenal.

## Tercera guerra carlista
Fue nombrado jefe de las fuerzas navales del Cantábrico durante la tercera guerra carlista. Sus fuerzas estuvieron inicialmente compuestas por el vapor Cádiz, la corbeta Consuelo, tres goletas, cuatro vapores pequeños y otros buques menores. Entre los elementos incorporados figuraban también dos mercantes vizcaínos, el Cuatro Amigos y el Bilbao, que habían sido militarizados en calidad de “Avisos”. A estos buques se les irían uniendo otros con el paso del tiempo.
Después de abandonar la ría, la escuadra se dedicó a bombardear las posiciones costeras carlistas con el fin de auxiliar al ejército en sus intentos por levantar el sitio de Bilbao. La escuadra de Sánchez Barcáiztegui apoyó el ataque a las posiciones de Saltacaballo el 16 de febrero de 1874, cañoneó Portugalete, Algorta, Las Arenas, Ciérvana y los montes de Somorrostro entre el 21 y el 25 de febrero de 1874, intentó un desembarco en Las Arenas que tuvo que suspenderse debido al mal tiempo el 20 de marzo de 1874, cañoneó de nuevo Portugalete, Santurce, Las Arenas y los montes de Somorrostro durante la batalla de San Pedro Abanto entre el 25 y el 27 de marzo de 1874 y de nuevo en los últimos días del sitio entre el 28 y el 30 de abril de 1874.
Una vez que las tropas carlistas se retiraron de Portugalete, la escuadra cortó las cadenas y volvió a entrar en la ría. En adelante la ría sería sólo escenario de combates esporádicos, como la toma por los carlistas del fuerte de Axpe el 12 de abril de 1875, que la Buenaventura bombardeó hasta que los ocupantes se retiraron al día siguiente. 
En abril de 1875 se destinaron al río Nervión tres cañoneros recién terminados de la clase Somorrostro, los Arlanza, Turia y Segura, y en agosto el monitor acorazado Puigcerdá. En los últimos meses de la guerra sostuvieron frecuentes enfrentamientos entre las fuerzas gubernamentales y carlistas para impedir que se cortara de nuevo el tráfico por la ría.
El 12 de mayo las tropas carlistas que tenían bloqueada Guetaria desde 1873, comenzaron a bombardearla con artillería situada en Monte Gárate. Al día siguiente acudió en su auxilio Sánchez Barcáiztegui con las corbetas África y Consuelo, el cañonero Segura y los vapores Gaditano y Nieves. Tras un fuerte cañoneo con las baterías carlistas, no se consiguió levantar el sitio. 
El 24 de mayo de 1875 una batería carlista situada en Motrico lanzó unos disparos contra el vapor de ruedas Ferrolano. Sánchez Barcáiztegui decidió realizar un reconocimiento para localizar la batería y salió con los vapores de ruedas Colón y Ferrolano y la corbeta África. Al llegar ante Motrico y Deva, las baterías carlistas abrieron fuego, alcanzando al Ferrolano y al Colón. Sánchez Barcáiztegui resultó muerto en el acto al ser alcanzado por la metralla.
Sus restos fueron trasladados al Panteón de Marinos Ilustres en San Fernando (Cádiz). el 15 de junio de 1875.

## Homenajes

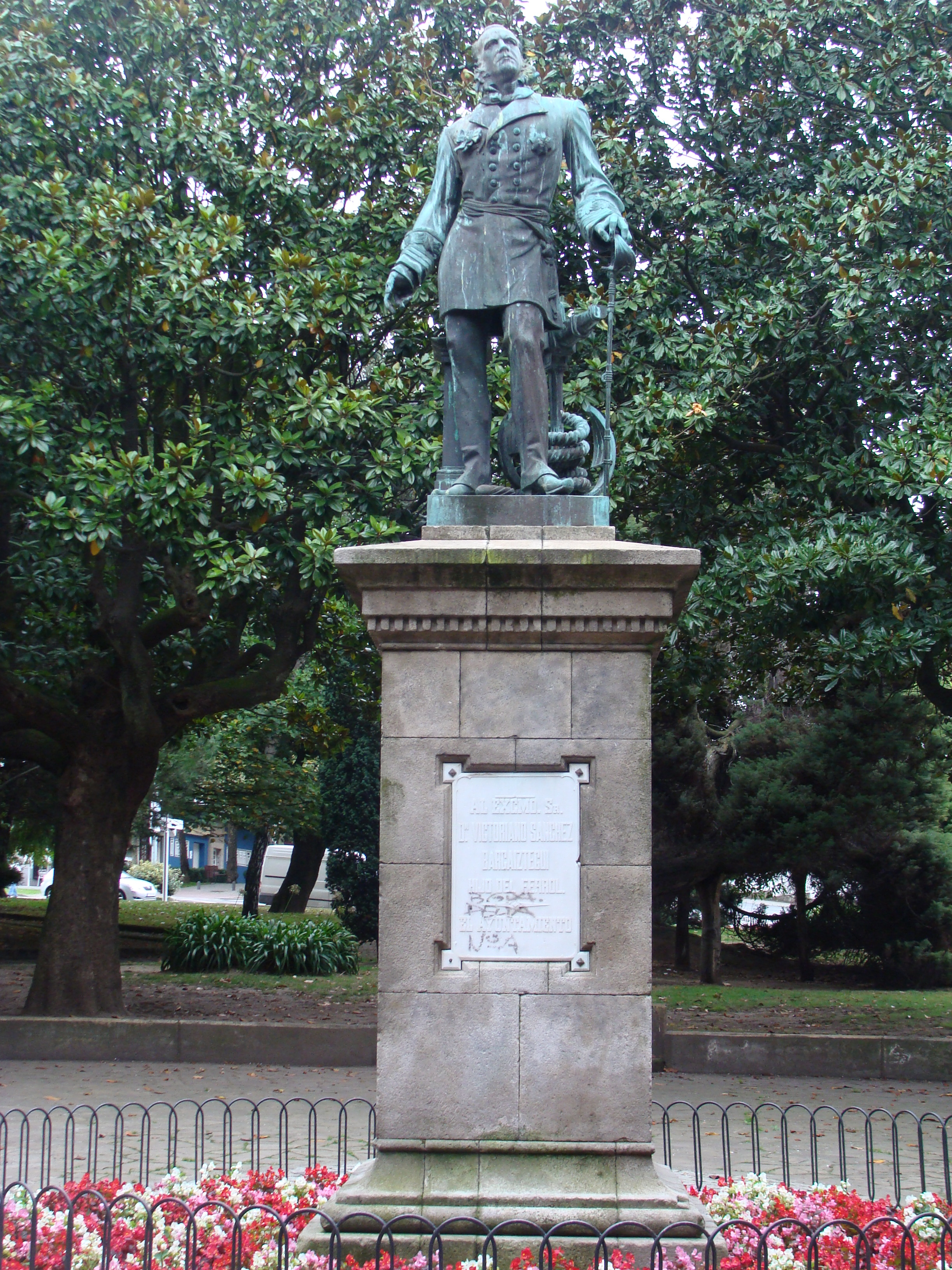
Estatua de Victoriano Sánchez Barcáiztegui en Ferrol, del escultor Ponciano Ponzano.

- Un Aviso (a veces clasificado como cañonero y otras como crucero de segunda clase) de la Armada Española llevó su nombre, el Sánchez Barcáiztegui.[4]
- Otro buque de la Armada Española, un destructor también llevó su nombre, el Sánchez Barcáiztegui de la Clase Churruca, que participó en la guerra civil en el bando republicano.
- Tiene una calle a su nombre en el barrio de Pacífico de Madrid y otra en el Barrio de la Magdalena de Ferrol.
- En la visita a Ferrol de 1881, el rey Alfonso XII inauguró en el Cantón de Molíns un monumento en su ciudad natal a Victoriano Sánchez Barcáiztegui.[6][7]
- Existe una calzada en el Barrio de Sampáloc en Manila, Filipinas: Calle Sánchez Barcáiztegui